# Florbal Chomutov
Florbal Chomutov (podle sponzora také GMS Florbal Chomutov) je florbalový klub z Chomutova v Ústeckém kraji.
Tým mužů hraje od sezóny 2017/2018 druhou nejvyšší soutěž, 1. ligu mužů. Největším úspěchem týmu byla účast ve čtvrtfinále a konečné páté místo v 1. lize v sezóně 2018/2019. Do čtvrtfinále se probojovali i v sezónách 2019/2020, 2023/2024 a 2024/2025.
Tým žen bude hrát od sezóny 2025/2026 nejvyšší soutěž, Extraligu žen, kam postoupil poprvé.
Florbalový klub Florbal Chomutov byl založen v roce 1998. Soutěž začal chomutovský mužský tým hrát v sezóně 1999/2000, od které se postupně propracoval až do 1. ligy mužů. Současně zde vznikaly také mládežnické týmy. V roce 2025 Chomutov hraje CE ligu juniorů a 1. ligu dorostenců a celkem sdružuje více než 600 hráčů.
Klub založili Petr Balík, Jiří Giptner a Jiří Raab, kteří byli také později zvoleni do vedoucích pozic. Klub se v začátcích jmenoval FbC 98 Chomutov, v letech 2021 až 2026 podle sponzora DDQ Florbal Chomutov. Chomutov od roku 2022 spolupracuje s oddílem AC Sparta Praha.

## Mužský tým
| Sezóna    | Úroveň | Soutěž       | Umístění | Poznámka |
| --------- | ------ | ------------ | -------- | --- |
| 2013/2014 | 3      | 2. liga      |          | Prohra v play-up v zápase o 3. místo proti Black Angels – Postup do nově vytvořené Národní ligy                                |
| 2014/2015 | 3      | Národní liga |          | Vypadnutí ve čtvrtfinále play-off proti TJ Sokol Mukařov – Tago Mago                                                           |
| 2015/2016 | 3      | Národní liga |          | Prohra ve čtvrtfinále play-off skupiny Západ proti TJ Turnov                                                                   |
| 2016/2017 | 3      | Národní liga |          | Prohra ve finále play-off skupiny Západ proti TJ Sokol Mukařov – Výhra v baráži proti Spartak Pelhřimov – Postup do vyšší ligy |
| 2017/2018 | 2      | 1. liga      | 11.      | Výhra v baráži proti FBC Štíři Č. Budějovice                                                                                   |
| 2018/2019 | 2      | 1. liga      | 5.       | Vypadnutí ve čtvrtfinále play-off proti Florbal Ústí                                                                           |
| 2019/2020 | 2      | 1. liga      | 5.       | Sezóna ukončena za stavu 1:1 na zápasy ve čtvrtfinále play-off proti Florbal Ústí                                              |
| 2020/2021 | 2      | 1. liga      | 14.      | Sezóna ukončena po neúplných sedmi odehraných kolech základní části                                                            |
| 2021/2022 | 2      | 1. liga      | 6.       | Vypadnutí ve čtvrtfinále play-off proti Bulldogs Brno                                                                          |
| 2022/2023 | 2      | 1. liga      | 13.      | Prohra v 1. kole play-down proti Troopers – Tým udržel soutěž získáním práv od vítěze baráže, týmu S.K. P.E.M.A. Opava         |
| 2023/2024 | 2      | 1. liga      | 6.       | Vypadnutí ve čtvrtfinále play-off proti Bulldogs Brno                                                                          |
| 2024/2025 | 2      | 1. liga      | 8.       | Vypadnutí ve čtvrtfinále play-off proti Florbal Ústí                                                                           |

## Ženský tým
| Sezóna    | Úroveň | Soutěž          | Umístění | Poznámka                                                                           |
| --------- | ------ | --------------- | -------- | ---------------------------------------------------------------------------------- |
| 2014/2015 | 3      | 2. liga         |          | Postup do vyšší ligy                                                               |
| 2015/2016 | 2      | 1. liga         |          | Vypadnutí ve čtvrtfinále play-off proti FbC Panthers                               |
| 2016/2017 | 2      | 1. liga (Západ) |          | Vypadnutí v osmifinále play-off proti FBŠ SLAVIA Fat Pipe Plzeň                    |
| 2017/2018 | 2      | 1. liga (Západ) |          | Vypadnutí ve čtvrtfinále play-off proti itelligence Bulldogs Brno                  |
| 2018/2019 | 2      | 1. liga (Západ) |          | Vypadnutí v osmifinále play-off proti Rudý Dračice Mladých Nadějí Týn              |
| 2019/2020 | 2      | 1. liga (Západ) |          | Vypadnutí v osmifinále play-off proti Florbalová akademie MB                       |
| 2020/2021 | 2      | 1. liga (Západ) |          | Sezóna ukončena po neúplných šesti odehraných kolech základní části.               |
| 2021/2022 | 2      | 1. liga (Západ) |          | Vypadnutí v osmifinále play-off proti Black Angels                                 |
| 2022/2023 | 2      | 1. liga (Západ) |          | Vypadnutí v osmifinále play-off proti FBŠ Slavia Fat Pipe Plzeň                    |
| 2023/2024 | 2      | 1. liga (Západ) |          | Vypadnutí v semifinále play-off proti FBC Dobruška                                 |
| 2024/2025 | 2      | 1. liga (Západ) | 1.       | Vítězství ve finále play-off proti Orel Rtyně v Podkrkonoší – Postup do vyšší ligy |